# Groissiat
Groissiat es una comuna francesa situada en el departamento de Ain, en la región de Auvernia-Ródano-Alpes.

## Demografía
| 216 | 182 | 310 | 511 | 611 | 747 | 961 | 1 135 | 1 176 | 1 241 |
| Para los censos de 1962 a 1999 la población legal corresponde a la población sin duplicidades (Fuente: INSEE [Consultar]) |     |     |     |     |     |     |       |       |       |

Forma parte de la aglomeración urbana de Oyonnax.